# Kapitalni brod
Kapitalni brod je izraz koji opisuje najvažniji, odnosno najmoćniji ratni brod u sastavu nečije ratne mornarice. 
Pomorska doktrina neke države je često temeljena na upotrebi kapitalnih brodova, a njihova zaštita od neprijateljskog napada predstavlja važan zadatak svih ostalih brodova i mornaričkih resursa.
Klasičan primjer kapitalnog broda je linijski brod koji se razvio u 17. stoljeću. Njega je sredinom 19. stoljeća naslijedila oklopnjača, odnosno bojni brod, da bi u 20. stoljeću status kapitalnog broda dobio nosač aviona, koji ima i danas.

## Primjeri
- Hrvatska ratna mornarica: raketna topovnjača (klasa Kralj, npr. Petar Krešimir IV.)
- Američka ratna mornarica: nosač zrakoplova (klasa Nimitz)
- Ruska ratna mornarica: nosač zrakoplova Admiral Kuznjecov

## Vanjske poveznice
- Chuck Hawks: Great Capital Ships, 1920 to 2000